# Santa Teresita (Batangas)
Santa Teresita è una municipalità di quarta classe delle Filippine, situata nella Provincia di Batangas, nella Regione del Calabarzon.
Santa Teresita è formata da 17 baranggay:
- Antipolo
- Bihis
- Burol
- Calayaan
- Calumala
- Cuta East
- Cutang Cawayan
- Irukan
- Pacifico
- Poblacion I
- Poblacion II
- Poblacion III
- Saimsim
- Sampa
- Sinipian
- Tambo Ibaba
- Tambo Ilaya